# Заливное (Крым)
Заливно́е (до 1948 года Шейхле́р; укр. Заливне, крымскотат. Şeyhler, Шейхлер) — село в Нижнегорском районе Республики Крым, входит в состав Чкаловского сельского поселения (согласно административно-территориальному делению Украины — Чкаловского сельского совета Автономной Республики Крым).

## Население
| 2001 | 2014 |
| ---- | ---- |
| 102  | ↘72  |

Всеукраинская перепись 2001 года показала следующее распределение по носителям языка
| Язык             | Процент |
| ---------------- | ------- |
| крымскотатарский | 57.84   |
| русский          | 42.16   |

### Динамика численности
| - 1805 год — 132 чел. - 1864 год — 16 чел. - 1915 год — 49/52 чел. - 1926 год — 101 чел. - 1939 год — 171 чел. | - 1989 год — 268 чел. - 2001 год — 102 чел. - 2009 год — 107 чел. - 2014 год — 72 чел. |

## Современное состояние
На 2017 год в Заливном улиц и переулков не числится; на 2009 год, по данным сельсовета, село занимало площадь 21,1 гектара на которой, в 34 дворах, проживало 107 человек. Заливное связано автобусным сообщением с Симферополем, райцентром и соседними населёнными пунктами

## География
Заливное — село на северо-западе района, в степном Крыму, высота центра села над уровнем моря — 5 м. Соседние сёла: Степановка в 1,5 км на север и Лужки в 1,5 км на юг. Расстояние до райцентра — около 20 километров (по шоссе), там же ближайшая железнодорожная станция — Нижнегорская (на линии Джанкой — Феодосия). Транспортное сообщение осуществляется по региональной автодороге 35Н-372 Акимовка — Луговое (по украинской классификации — С-0-10916).

## История
Первое документальное упоминание села встречается в Камеральном Описании Крыма… 1784 года, судя по которому, в последний период Крымского ханства Шейхлер входил в Таманский кадылык Карасъбазарскаго каймаканства. После присоединения Крыма к России (8) 19 апреля 1783 года, (8) 19 февраля 1784 года, именным указом Екатерины II сенату, на территории бывшего Крымского Ханства была образована Таврическая область и деревня была приписана к Перекопскому уезду. После Павловских реформ, с 1796 по 1802 год, входила в Перекопский уезд Новороссийской губернии. По новому административному делению, после создания 8 (20) октября 1802 года Таврической губернии, Шейхлар был включён в состав Таганашминской волости Перекопского уезда.
Согласно Ведомости о всех селениях, в Перекопском уезде состоящих с показанием в которой волости сколько числом дворов и душ… от 21 октября 1805 года, в деревне Шеихлар в 30 дворах проживало 123 крымских татарина. На военно-топографической карте генерал-майора С. А. Мухина 1817 года деревня Шенклар обозначена с 12 дворами. После реформы волостного деления 1829 года Шейхлар, согласно «Ведомости о казённых волостях Таврической губернии 1829 года», отнесли к Башкирицкой волости (переименованной из Таганашминской). На Специальной карте Западной части России 1832 года, созданной под руководством генерал-лейтенанта Фёдора Фёдоровича Шуберта, лист LVII (57), село обозначено под названием Шенклар. В 1853 году карта, лист LVII (57), была переиздана с тем же названием села Шенклар. На карте 1836 года в деревне 29 дворов, а на карте 1842 года в деревне Шейхлар обозначено 20 дворов.
В 1860-х годах, после земской реформы Александра II, деревню включили в состав Владиславской волости. Согласно «Списку населённых мест Таврической губернии по сведениям 1864 года», составленному по результатам VIII ревизии 1864 года, Шейх-Лар — владельческая татарская деревня с 5 дворами, и 16 жителями при колодцах. По обследованиям профессора А. Н. Козловского начала 1860-х годов, в селении вода в колодцах глубиной от 1,5—3 до 5 саженей (от 2 до 10 м) была частью солоноватая, а частью солёная. Возле селения протекает река Карасовка, но летом воды в ней не бывает. На трёхверстовой карте Шуберта 1865—1876 года деревня Шейхлар обозначена с 11 дворами., а, согласно «Памятной книжке Таврической губернии за 1867 год», деревня Шеихлар была покинута жителями в 1860—1864 годах, в результате эмиграции крымских татар, особенно массовой после Крымской войны 1853—1856 годов, в Турцию и оставалась в развалинах.
Вновь селение встречается в Статистическом справочнике Таврической губернии. Ч.II-я. Статистический очерк, выпуск пятый Перекопский уезд, 1915 год, согласно которому в деревне Шейхлар Ак-Шеихской волости Перекопского уезда числилось 4 двора (все дворы с землёй) с немецким населением в количестве 49 человек приписных жителей и 52 — «посторонних», из которых 63 мужчины и 38 женщин. Жители владели 2427 десятинами удобной земли. В хозяйствах имелось 110 лошадей, 200 волов, 70 коров и 50 голов мелкого скота.
После установления в Крыму Советской власти, по постановлению Крымревкома № 206 «Об изменении административных границ» от 8 января 1921 года была упразднена волостная система, Перекопский уезд переименовали в Джанкойский, в составе которого был создан Джанкойский район. В 1922 году уезды преобразовали в округа. 11 октября 1923 года, согласно постановлению ВЦИК, в административное деление Крымской АССР были внесены изменения, в результате которых округа были отменены и Джанкойский район стал основной административной единицей и село включили в его состав. Согласно Списку населённых пунктов Крымской АССР по Всесоюзной переписи 17 декабря 1926 года, в селе Шейхлар, Мангитского сельсовета Джанкойского района, числился 21 двор, из них 18 крестьянских, население составляло 101 человек, из них 67 немцев, 29 русских и 5 украинцев. После образования в 1935 году Колайского района (переименованного указом ВС РСФСР № 621/6 от 14 декабря 1944 года в Азовский) село, вместе с сельсоветом, включили в его состав. По данным всесоюзной переписи населения 1939 года в селе проживал 171 человек. Вскоре после начала Великой Отечественной войны, 18 августа 1941 года крымские немцы были выселены, сначала в Ставропольский край, а затем в Сибирь и северный Казахстан.
В 1944 году, после освобождения Крыма от фашистов, 12 августа 1944 года было принято постановление № ГОКО-6372с «О переселении колхозников в районы Крыма» и в сентябре 1944 года в Азовский район Крыма приехали первые новоселы (162 семьи) из Житомирской области, а в начале 1950-х годов последовала вторая волна переселенцев из различных областей Украины. С 25 июня 1946 года Шейхлер в составе Крымской области РСФСР Указом Президиума Верховного Совета РСФСР от 18 мая 1948 года, село, как Шейхлер переименовали в Заливное. 26 апреля 1954 года Крымская область была передана из состава РСФСР в состав УССР. Указом Президиума Верховного Совета УССР «Об укрупнении сельских районов Крымской области», от 30 декабря 1962 года Азовский район был упразднён и село присоединили к Джанкойскому. 1 января 1965 года, указом Президиума ВС УССР «О внесении изменений в административное районирование УССР — по Крымской области», включили в состав Нижнегорского. Ранее село входило в Ковровский сельсовет, из которого в 1974 году был выделен Чкаловский, к которому отнесли Заливное. По данным переписи 1989 года в селе проживало 72 человек. С 12 февраля 1991 года село в восстановленной Крымской АССР, 26 февраля 1992 года переименованной в Автономную Республику Крым. С 21 марта 2014 года в составе Крыма аннексировано Россией.

## Кибек
Деревня с таким названием в материалах ревизий не упоминается, но встречается на военно-топографических картах: генерал-майора С. А. Мухина 1817 года, где деревня Кебек обозначена с 17 дворами и на картах 1836 года, на которой в деревне 7 дворов и 1842 года, где обозначен условным знаком «малая деревня», то есть, менее 5 дворов. Последний раз Кибек встречается, как примыкающая с севера к Шейхлару деревня на карте 1865 года, а на карте с корректурой 1876 года его уже нет. В дальнейшем в доступных источниках не встречается.